# Hōjō Tsunetoki

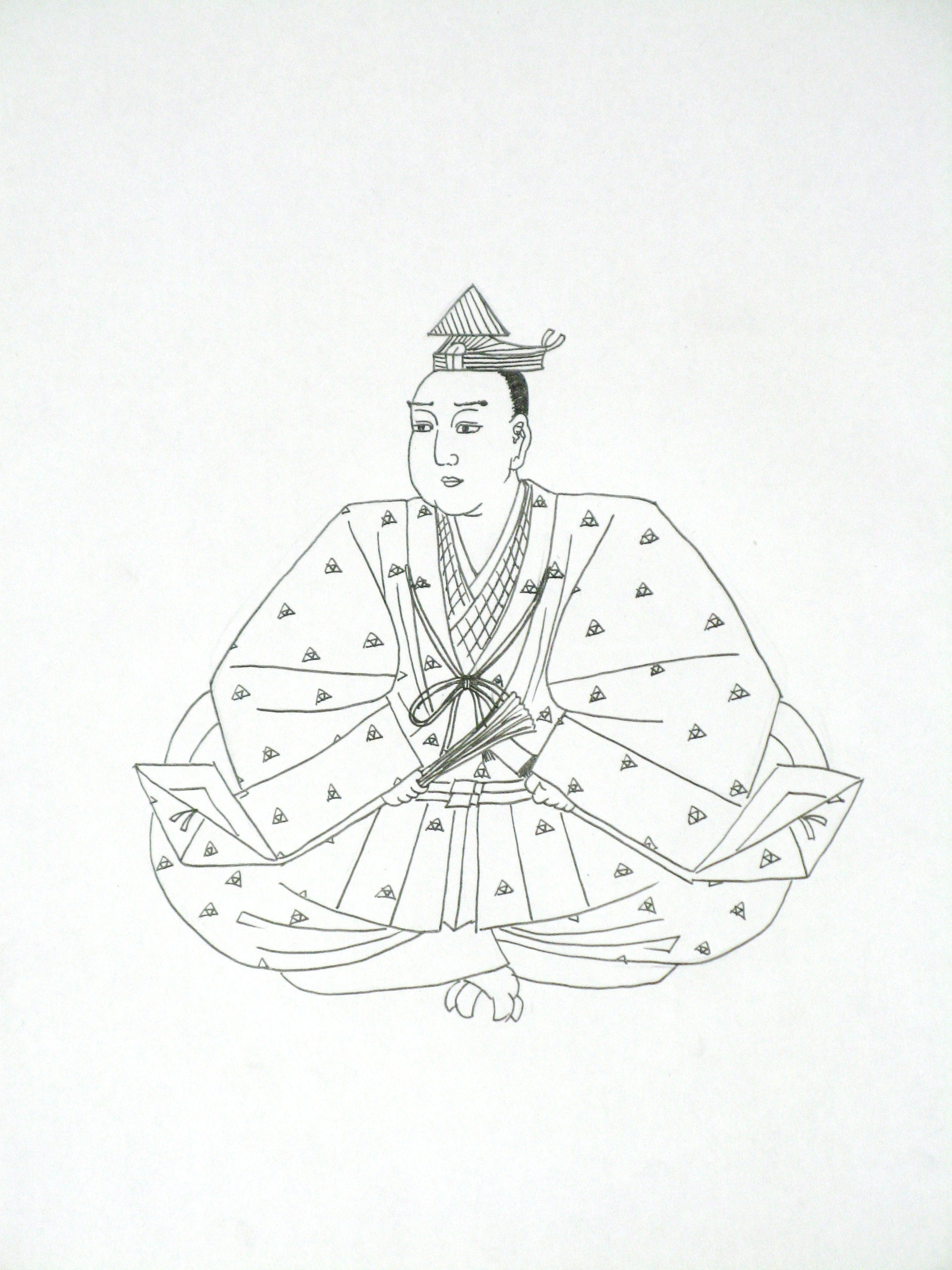

Hōjō Tsunetoki (1224-1246), r. (1242-1246) fue el cuarto shikken o regente del clan Hōjō durante el shogunato Kamakura en la historia de Japón, (fecha en que el tercer shikken o regente del clan Hōjō, Hōjō Tokimasa murió) hasta su muerte.